# Rhodometra fulvaria
Rhodometra fulvaria là một loài bướm đêm trong họ Geometridae.